# Stanisław Kowalski (urzędnik)
Stanisław Bernard Kowalski (ur. 22 kwietnia 1935 w Toruniu) – polski milicjant oraz działacz partyjny i samorządowy, prezydent Torunia w latach 1989–1990.

## Życiorys
Syn Bernarda i Weroniki. Ukończył historię i prawo na Uniwersytecie Mikołaja Kopernika w Toruniu oraz ekonomię na Uniwersytecie im. Adama Mickiewicza w Poznaniu.
W 1959 wstąpił do Stronnictwa Demokratycznego. Należał również do Związku Młodzieży Socjalistycznej, Patriotycznego Ruchu Odrodzenia Narodowego i Ochotniczej Rezerwy Milicji Obywatelskiej. Od lipca 1960 do grudnia 1967 był funkcjonariuszem Milicji Obywatelskiej. W latach 1974–1976 był dyrektorem oddziału Wojewódzkiego Przedsiębiorstwa Turystyki „Brda” w Toruniu, a od 1976 do 1981 dyrektorem Wojewódzkiego Przedsiębiorstwa Turystyki „Drwęca” w Toruniu.
1 sierpnia 1989 został wybrany na prezydenta Torunia. Pełnił tę funkcję do 30 września 1990. Podczas kilkumiesięcznej kadencji prowadził proces odnowy Starego Miasta, przygotował plan zagospodarowania przestrzennego dla Starego Miasta i Winnicy, wyznaczył nowe tereny pod budownictwo mieszkaniowe, rozpoczął uciepłowienie Podgórza i budowę ujęcia wody w Przysieku. Za prezydentury Stanisława Kowalskiego przystąpiono do zakończenia budowy trasy W-Z oraz uruchomiono Centralną Informację Turystyczną.